# Pfarrkirche Waxenberg

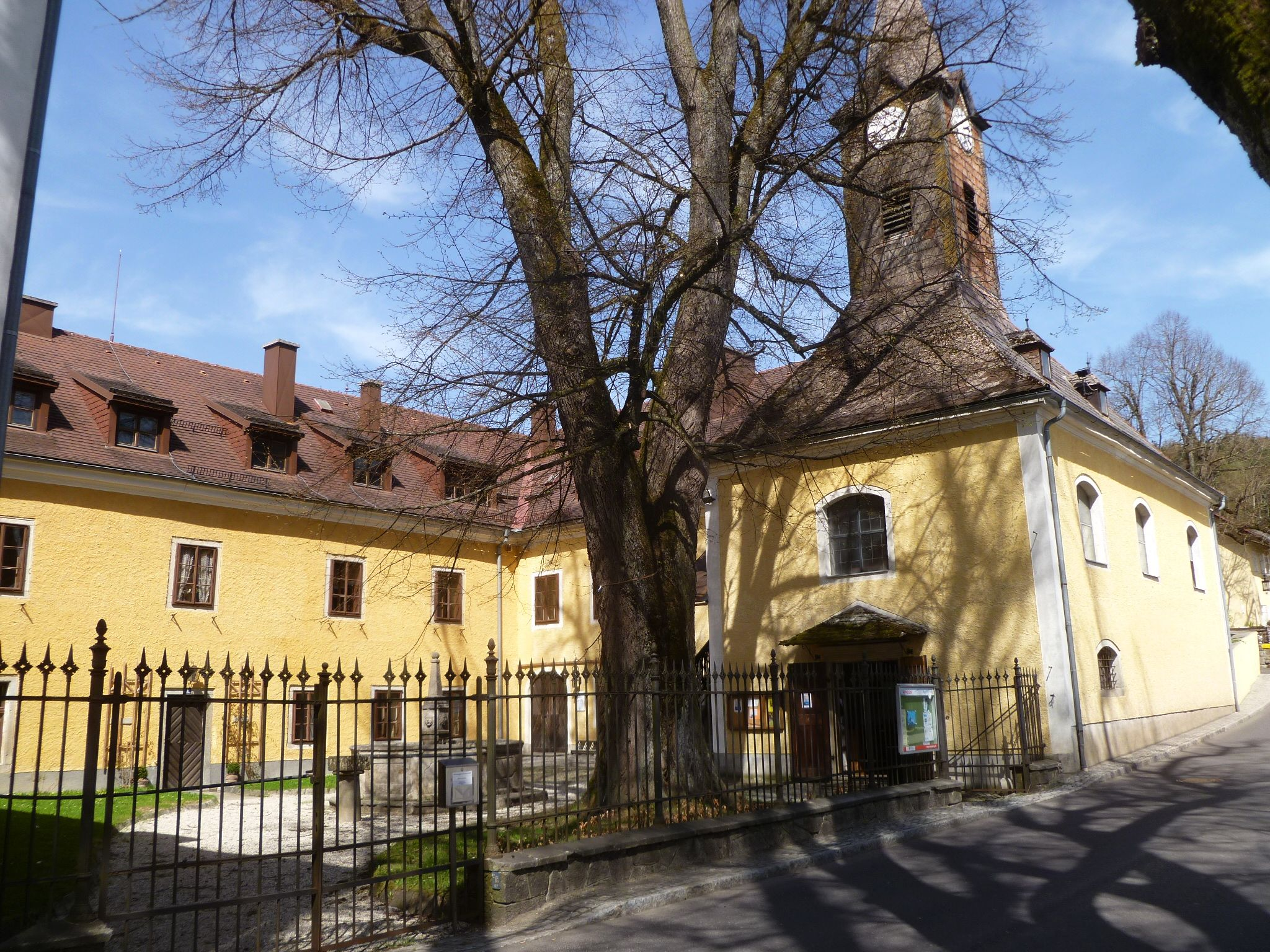
Katholische Pfarrkirche hl. Josef in Waxenberg

Die römisch-katholische Pfarrkirche Waxenberg befindet sich in der Südostecke vom Schloss Waxenberg in der Marktgemeinde Oberneukirchen im Bezirk Urfahr-Umgebung in Oberösterreich. Die dem Patrozinium hl. Josef von Nazaret unterstellte Pfarrkirche gehört zum Dekanat St. Johann am Wimberg in der Diözese Linz. Die Kirche steht unter Denkmalschutz (Listeneintrag).

## Geschichte
Mit der ehemaligen Schlosskapelle bestand ein Patronat der Familie Starhemberg. Ab 1737 bestand eine Personalpfarre mit der Abhaltung des Sonn- und Feiertagsgottesdienstes, 1766 bestand ein Benefizium für einen Geistlichen, ab 1784 bestand ein Lokalpfarre, formalrechtlich seit 1891 Pfarre exzindiert aus Oberneukirchen, seit 1971 wieder pfarrliche Betreuung von Oberneukirchen.
Die Kapelle wurde 1756 erbaut, 1858 erfolgte eine Erweiterung um das Westjoch wohl mit der Empore, der Giebelreiter wurde 1866 aufgesetzt. Renovierungen waren 1892, 1908/1910, Restaurierungen 1967 und 1979, 1979 mit einer Neuweihe.

## Architektur
Der spätbarocke Saalbau zeigt sich außen als schlichter Rechteckbau unter einem Walmdach mit einem hohen Dachreiter.

## Ausstattung
Den Hochaltar schuf Ferdinand Stuflesser aus Gröden 1892.
Die Orgel baute die Firma S. F. Blank aus den Niederlanden 1996. Die Glocke mit Reliefs Maria mit Kind und Barbara 1521 wurde in das Schloss Eferding übertragen.